# Tristemonanthus nigrisilvae
Tristemonanthus nigrisilvae är en benvedsväxtart som först beskrevs av N. Hallé, och fick sitt nu gällande namn av N. Hallé. Tristemonanthus nigrisilvae ingår i släktet Tristemonanthus och familjen Celastraceae. Inga underarter finns listade.